# Strzemieńczyk (powieść)
Strzemieńczyk: Czasy Władysława Warneńczyka – powieść historyczna Józefa Ignacego Kraszewskiego wydana po raz pierwszy w 1883 roku, należąca do cyklu Dzieje Polski.

## Opis fabuły
Głównym bohaterem jest polski humanista Grzegorz z Sanoka. Akcja powieści rozpoczyna się, gdy Grzegorz jest młodzieńcem. Fascynuje go nauka, lecz nie podoba się to ojcu, który pragnie uczynić z niego rycerza. Grzegorz opuszcza rodzinny Sanok i udaje się do Krakowa, aby kontynuować naukę. Kończy Akademię Krakowską, studia zagraniczne i po latach jako duchowny powraca do Krakowa. Jego wiedza i erudycja czynią go powszechnie znanym. Wkrótce staje się bliskim doradcą młodego króla Władysława.